# Torbjörn Lindström
Lars Torbjörn Lindström, född 9 september 1968, död 17 januari 2006, var en svensk skådespelare. 

## Biografi
Lindström studerade vid Calle Flygare Teaterskola 1989–1991 och vid Teaterhögskolan i Göteborg 1992–1995. Efter studierna var han engagerad vid Göteborgs Stadsteater 1995–1996 och Upsala Stadsteater 1996–1997. Under åren 1997–2006 var han engagerad vid Helsingborgs stadsteater och ingick i dess fasta ensemble.
Lindström avled efter en längre tids sjukdom i cancer. Har var gift med skådespelaren Cecilia Borssén och fick två barn med henne. Torbjörn Lindström är begravd på Raus kyrkogård.

## Filmografi
- 1995 – Fröken Tuvstarr, hennes älskade och den skallige Quasimodo eller Borta på vinden
- 2000 – Happy Hour
- 2001 – Tsatsiki – vänner för alltid
- 2003 – Arvet
- 2006 – Små mirakel och stora

## Teater

### Roller
| År   | Roll                | Produktion                                                                     | Regi              | Teater                   |
| ---- | ------------------- | ------------------------------------------------------------------------------ | ----------------- | ------------------------ |
| 1994 |                     | An der schönen blauen Donau (Geschichten aus dem Wiener Wald) Ödön von Horvath | Thomas Müller     | Borås stadsteater        |
| 1997 | Mercutio            | Romeo och Julia (The Tragedy of Romeo and Juliet) William Shakespeare          | Thomas Müller     | Helsingborgs stadsteater |
| 1997 |                     | Elddonet (Fyrtøjet) H.C. Andersen                                              | Göran Stangertz   | Helsingborgs stadsteater |
| 1998 | Trevor              | En fru för mycket (Up and running) Derek Benfield                              | Hans Bergström    | Helsingborgs stadsteater |
| 1998 | Medverkande         | Klubb Yoghurt: en levande bakteriekultur                                       | Ensemblen         | Helsingborgs stadsteater |
| 1998 | Stefan Nilsson      | Herrar Janne Ericson                                                           | Jan Modin         | Helsingborgs stadsteater |
| 1999 | Georg               | Natten är dagens mor Lars Norén                                                | Thomas Müller     | Helsingborgs stadsteater |
| 2000 | Banquo              | Macbeth William Shakespeare                                                    | Ulla Gottlieb(da) | Helsingborgs stadsteater |
| 2000 | Pato                | Skönheten i byn (The Beauty Queen of Leenane) Martin McDonagh                  | Margita Ahlin     | Helsingborgs stadsteater |
| 2000 | Osvald Alving       | Gengångare (Gengangere) Henrik Ibsen                                           | Christian Tomner  | Helsingborgs stadsteater |
| 2001 | Warren Gael         | Ohörda rop - Wolf Lullaby (Wolf Lullaby) Hilary Bell                           | Anna Potter       | Helsingborgs stadsteater |
| 2001 | Nick                | Vem är rädd för Virginia Woolf? (Who's Afraid of Virginia Woolf?) Edward Albee | Christian Tomner  | Helsingborgs stadsteater |
| 2003 |                     | Himmavid (Masjävlar) Maria Blom                                                | Jan Nielsen       | Helsingborgs stadsteater |
| 2003 | Biff                | En handelsresandes död (Death of a Salesman) Arthur Miller                     | Göran Stangertz   | Helsingborgs stadsteater |
| 2003 | Jonatan Lejonhjärta | Bröderna Lejonhjärta Astrid Lindgren                                           | Fransesca Quartey | Helsingborgs stadsteater |
| 2004 | Jean                | Frk. Julie August Strindberg                                                   | Göran Stangertz   | Helsingborgs stadsteater |
| 2005 | Max                 | Bent Martin Sherman                                                            | Solbjørg Højfeldt | Helsingborgs stadsteater |